# Normal
Normal település az Amerikai Egyesült Államok Illinois államában, McLean megyében. Lakosainak száma 52 736 fő (2020. április 1.).

## Közlekedés
A települést érinti az Amtrak távolsági vasúti járata is, a Lincoln Service.

## Népesség
A település népességének változása:

| 2010 | 52 497 |
| 2020 | 52 736 |